# Monte Marenzo

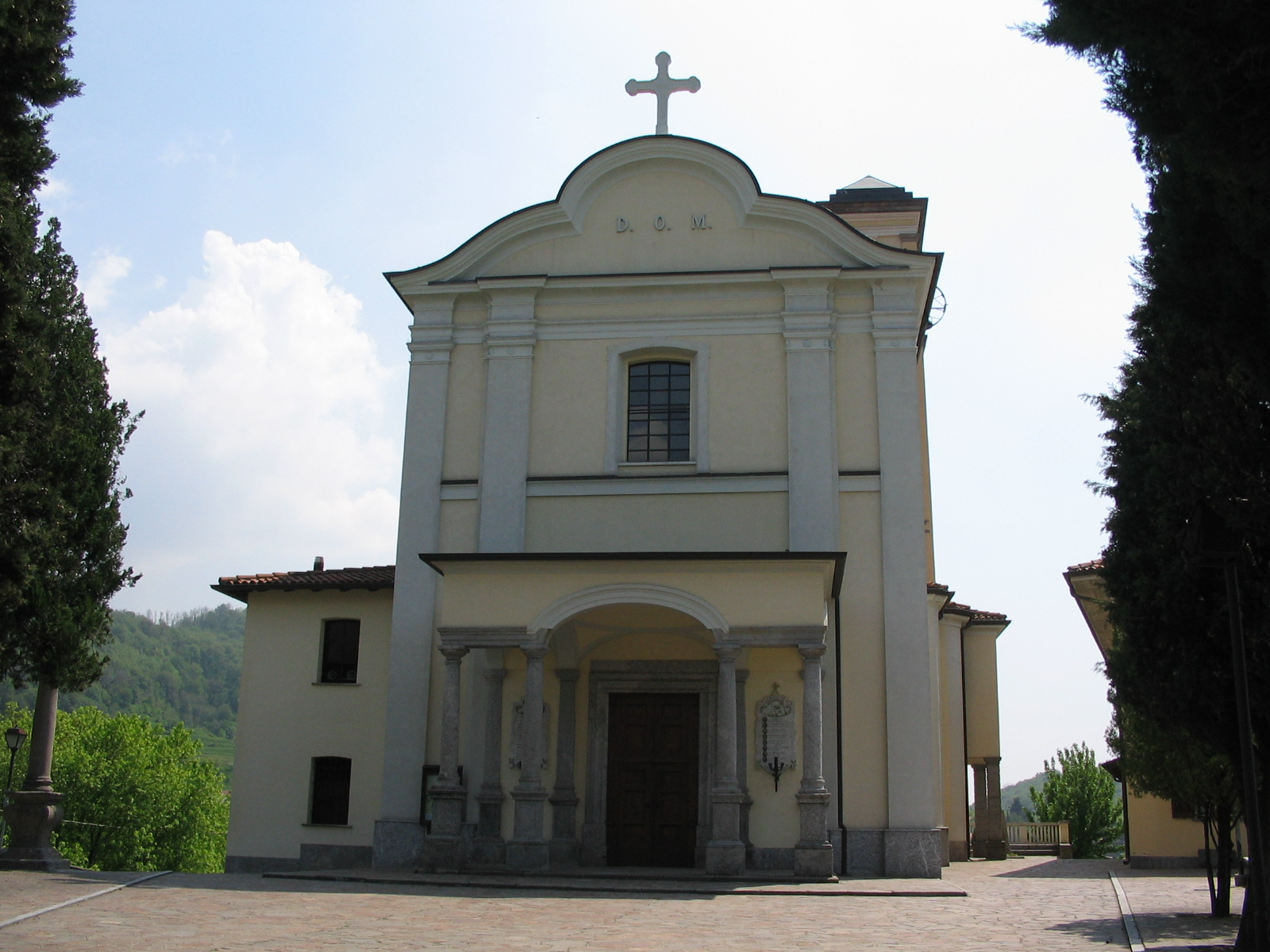
Pfarrkirche San Paolo di Tarso

Monte Marenzo ist eine Gemeinde in der Provinz Lecco in der italienischen Region Lombardei mit 1823 Einwohnern (Stand 31. Dezember 2023).

## Geographie
Monte Marenzo liegt etwa 10 km südöstlich der Provinzhauptstadt Lecco und 40 km nordöstlich der Millionen-Metropole Mailand. Im Jahr 1971 hatte die Gemeinde Monte Marenzo eine Fläche von 305 Hektar.
Die Nachbargemeinden sind Brivio, Calolziocorte, Cisano Bergamasco (BG), Torre de’ Busi.

## Geschichte
Im Jahr 1331 (Statuto di Bergamo 1331) gehörte es zur facta von Porta Sant’Alessandro; Marenzo wird in den Statuten des Val San Martino von 1435 (Statuti di Val San Martino 1435) unter den Ländereien, Orten, Villen und Gemeinden der Gemeinde Val San Martino erwähnt; in der Republik Venedig gehörte die Gemeinde Monte Marenzo zum Val San Martino und wurde von einem Konsul und zwei Bürgermeistern regiert.
Ende des 16. Jahrhunderts gab es 50 Brände und 185 Einwohner; Ende des 18. Jahrhunderts waren es 380.
Nach der vorübergehenden Vereinigung der lombardischen Provinzen mit dem Königreich Sardinien wurde die Gemeinde Monte Marenzo mit 562 Einwohnern, die von einem 15-köpfigen Gemeinderat und einem 2-köpfigen Stadtrat verwaltet wird, auf der Grundlage der durch das Gesetz vom 23. Oktober 1859 festgelegten territorialen Aufteilung in das Mandamento IX di Caprino, circondario I di Bergamo, Provinz Bergamo, aufgenommen.
Bei der Gründung des Königreichs Italien im Jahr 1861 hatte die Gemeinde 615 Einwohner (Volkszählung 1861). Nach dem Gemeindeordnungsgesetz von 1865 wurde die Gemeinde von einem Bürgermeister, einer Junta und einem Rat verwaltet. Im Jahr 1867 wurde die Gemeinde in denselben Bezirk, Kreis und dieselbe Provinz eingegliedert (Verwaltungsbezirk 1867). Im Jahr 1924 wurde die Gemeinde in den Bezirk Bergamo der Provinz Bergamo eingegliedert. Nach der Gemeindereform im Jahr 1926 wurde die Gemeinde von einem Podestà verwaltet. Nach der Gemeindereform von 1946 wurde die Gemeinde Monte Marenzo von einem Bürgermeister, einer Junta und einem Gemeinderat verwaltet.

## Bevölkerung
| Bevölkerungsentwicklung | Bevölkerungsentwicklung | Bevölkerungsentwicklung | Bevölkerungsentwicklung | Bevölkerungsentwicklung | Bevölkerungsentwicklung | Bevölkerungsentwicklung | Bevölkerungsentwicklung | Bevölkerungsentwicklung | Bevölkerungsentwicklung | Bevölkerungsentwicklung | Bevölkerungsentwicklung | Bevölkerungsentwicklung | Bevölkerungsentwicklung | Bevölkerungsentwicklung | Bevölkerungsentwicklung |
| ----------------------- | ----------------------- | ----------------------- | ----------------------- | ----------------------- | ----------------------- | ----------------------- | ----------------------- | ----------------------- | ----------------------- | ----------------------- | ----------------------- | ----------------------- | ----------------------- | ----------------------- | ----------------------- |
| Jahr                    | 1861                    | 1871                    | 1881                    | 1901                    | 1911                    | 1921                    | 1931                    | 1951                    | 1961                    | 1971                    | 1981                    | 1991                    | 2011                    | 2022                    |                         |
| Einwohner               | 615                     | 658                     | 662                     | 738                     | 761                     | 779                     | 785                     | 740                     | 665                     | 935                     | 1197                    | 1496                    | 1971                    | 1860                    |                         |
| Quelle: ISTAT           |                         |                         |                         |                         |                         |                         |                         |                         |                         |                         |                         |                         |                         |                         |                         |

## Sehenswürdigkeiten
- Pfarrkirche San Paolo di Tarso. Die Fassade der Kirche, der ein Portikus vorgelagert ist, der von Säulen getragen wird, die sich über Sockeln erheben, ist dreiteilig mit vier Pilastern, über denen sich das Gebälk und der geschwungene Giebel befinden; in der Mitte befindet sich das Eingangsportal, das 1850 errichtet wurde und von einem Fenster überragt wird. Das Innere besteht aus einem einzigen Schiff, dessen Wände von polierten Stuckpilastern durchbrochen sind, die von korinthischen Kapitellen gekrönt sind, die das Schiff in drei Joche unterteilen und das Kreuzgewölbe stützen; der Saal endet mit dem Presbyterium, das durch drei Stufen erhöht ist und von einer halbrunden Apsis abgeschlossen wird. Wertvolle Werke, die hier erhalten sind, sind die beiden Gemälde, die die Bekehrung und das Martyrium des Heiligen Paulus darstellen und von Francesco Capella zwischen 1774 und 1776 gemalt wurden, die Kanzel, die 1927 von Alessandro Gritti gebaut wurde, und das Chorgestühl, das 1909 von Pietro Fontana geschaffen wurde.
- Kirche Sant’Alessandro, die 1836 an der Stelle einer Kirche aus dem 12. Jahrhundert errichtet wurde.
- Sacello di Santa Margherite befindet sich im oberen Valle San Martino auf dem Monte Santa Margherita, der oberhalb des Dorfes Monte Marenzo liegt. Das Heiligtum besteht aus einem nach Osten ausgerichteten Kirchenschiff und einer kleinen halbrunden Apsis. Im Oratorium befindet sich ein Freskenzyklus mit den Geschichten der Heiligen Margareta. Ursprünglich muss die gesamte Oberfläche der Kirche mit Fresken bemalt gewesen sein, die jedoch aufgrund von Diebstahl und Verfall nur noch bruchstückhaft vorhanden sind. Es lassen sich drei thematische Einheiten unterscheiden:
- die Majestas Domini in der Apsis, die Tafeln mit der Dreifaltigkeit und anderen Figuren sowie die Dekoration, die die Apsis einrahmt
- die Votivfresken an der Wand links vom Haupteingang
- die Tafeln mit Episoden aus dem Leben der Heiligen Margareta an der Wand rechts vom Eingang und an der Gegenfassade.